# Савиль, Генри
Сэр Генри Савиль (англ. Sir Henry Savile; 1549—1622) — английский математик и переводчик Библии. Иногда его путают с антикварием Генри Сэвилем (англ. Henry Savile) по прозвищу «Длинный Гарри» (англ. Long Harry, 1570—1617), который профинансировал издание Уильямом Кемденом древнеанглийской хроники Ассера, содержащей, в частности, легенду о том, как просвещённый король Альфред Великий ещё в конце IX века основал Оксфордский университет.

## Биография

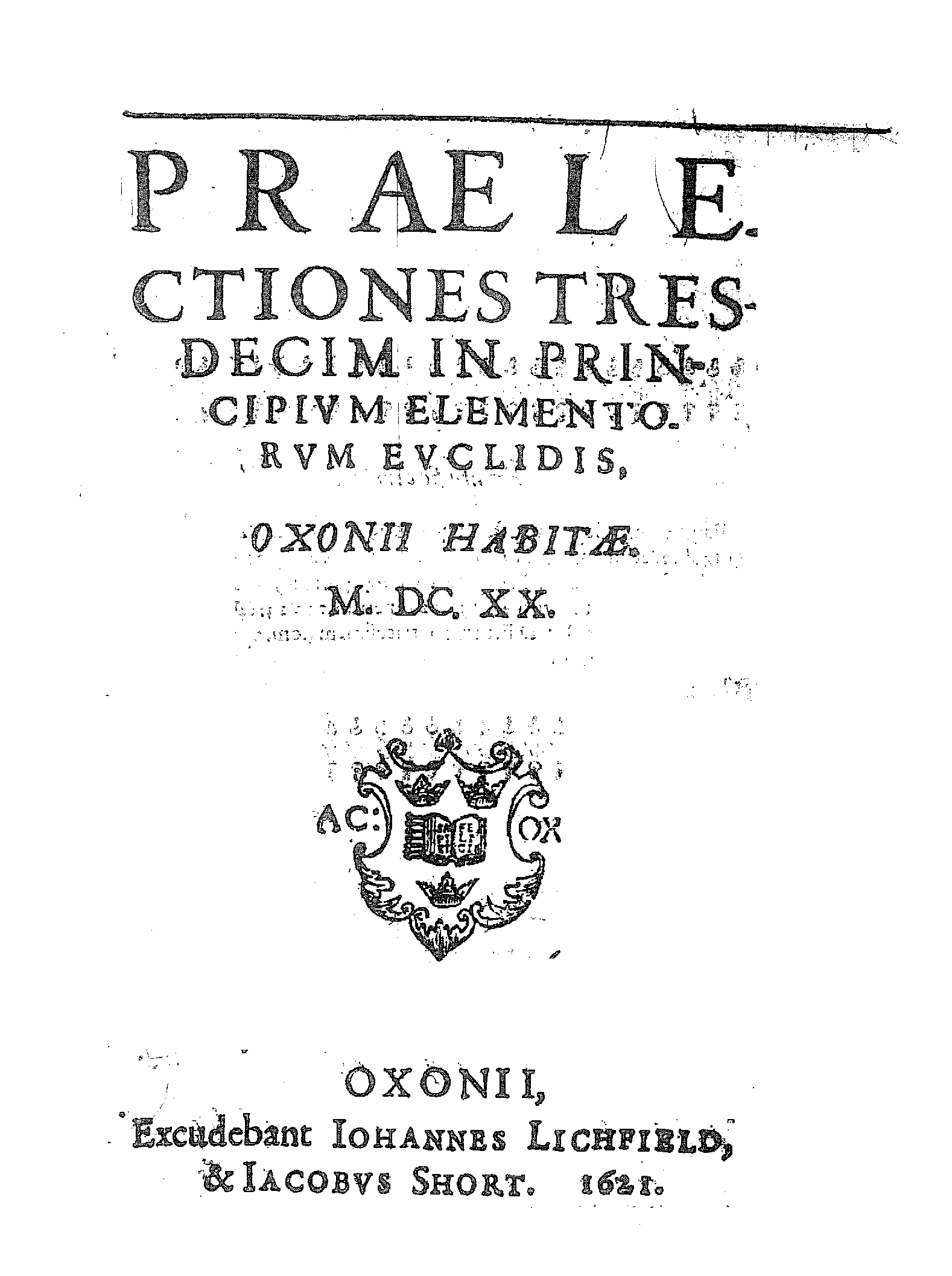
Praelectiones tresdecim in principium elementorum Euclidis, 1621

Генри Савиль был сыном Генри Савиля Брэдли, выходца из дворянского рода Савиль из Метли, и его жены Элизабет, дочери Роберта Рамсдена.
В 1561 году Генри поступил в Брейсноус колледж Оксфордского университета, а в 1565 году перешёл в Мертон колледж. Генри Савиль зарекомендовал себя как математик и знаток греческого языка, и в 1575 году был избран Младшим Проктором (англ. Junior Proctor — должностное лицо Оксфордского университета, ведающее вопросами дисциплины студентов, рассмотрением жалоб и процедурой сдачи экзаменов). В 1578 году он отправился в Европу для приобретения старинных рукописей и, по некоторым сведениям, был поверенным в делах королевы Елизаветы в Нидерландах. По возвращении Савиль получил должность личного преподавателя греческого языка Её Величества.
В 1583 году лорд-казначей Уильям Сесил создал комиссию для рассмотрения вопроса о целесообразности перехода Англии на григорианский календарь, предложенный Джоном Ди, включив в её состав Генри Савиля, Джона Чамбера и Томаса Диггеса. Комиссия сочла этот переход нецелесообразным, в результате чего Великобритания и её колонии перешли на григорианский календарь лишь в 1752 году.
В 1585 году благодаря усилиям Уильяма Сесила и влиятельного министра Фрэнсиса Уолсингема Г. Савиль был назначен на должность уордена (ректора) Мертон-колледжа. Стиль руководства Савиля был авторитарным, что вызывало недовольство со стороны стипендиатов и студентов, но сам колледж при этом процветал. Г. Савиль перевёл с латинского четыре тома «Истории» Тацита, а также «Комментарии о римской войне» (1591), что укрепило его авторитет.
26 мая 1596 Савиль был назначен провостом (ректором) Итонского колледжа. Он получил эту должность в обход Устава колледжа, но настаивал на том, что королева Англии могла осуществить это назначение самостоятельно, и в конечном счёте добился своего. Должность провоста Итона Генри Савиль занимал на протяжении 26 лет, до своей кончины.
В 1589 году Савиль был избран в парламент по округу Боссиней (Корнуолл), а в 1593 году — по округу Данвич (Суффолк).
В феврале 1601 года Г. Савиль был арестован по подозрению в участии в попытке государственного переворота, предпринятой графом Эссексом в 1599 году, но вскоре освобождён. После вступления на трон Якова I Генри Савиль оказался в фаворе у нового монарха, как и его старший брат, известный юрист сэр Джон Савиль (1545—1607), который в 1606 году подтвердил право короля вводить импортные и экспортные пошлины в собственную пользу.
30 сентября 1604 года Генри Савиль был посвящён в рыцари, и в этом же году включён в состав группы представителей англиканской церкви, которой было поручено перевести Библию на английский язык. Савилю был поручен перевод части Евангелий, Деяний апостолов и Апокалипсиса.
В 1619 году Савиль за счёт своих средств учредил в Оксфордском университете две профессорские ставки, носящие его имя — профессора астрономии и профессора геометрии. Первым должность савильского профессора геометрии занял Генри Бригс. Сам Савиль в Оксфорде прочёл 13 лекций, посвящённых греческой геометрии и напечатанных в 1621 году под заглавием Praelectiones tresdecim in principium elementorum Euclidis Oxonii habitae MDCXX. Большая часть сочинения посвящена историческим и философским аспектам геометрии древнегреческих учёных.
Генри Савиль умер в Итоне 19 февраля 1622 года и был похоронен в часовне Мертон колледжа, где на стенах размещены изображения современных Мертона и Итона, а также изображения, отображающие труды самого Савиля (в частности, его перевод Иоанна Златоуста).

## Семья
В 1592 году женился на Маргарет, дочери Джорджа Дакра из Чешама. В 1604 году их единственный сын умер, и считается, что эта потеря побудила Савиля посвятить большую часть своего состояния развитию образования. Его выживший ребёнок, дочь Элизабет, вышла замуж за сэра Джона Седли и была матерью сэра Чарльза Седли.
Его брат Томас Савиль (умер в 1593 г.) также был членом Мертон-колледжа и имел репутацию учёного.

## Работы
В 1596 году Савиль выпустил первое печатное издание первых четырёх книг Gesta Pontificum Anglorum — церковной истории Англии, написанной Уильямом Малмсберийским в начале XII века. Савиль использовал в качестве источника своего труда копию копии оригинальной рукописи, хранившуюся в библиотеке Кембриджского университета.
Его издание сочинений св. Иоанна Златоуста в восьми томах (фолио) было опубликовано в 1610—1613 годах. Оно было напечатано королевским типографом на частной типографии, построенной на средства сэра Генри. Златоуст обошёлся ему в 8000 фунтов стерлингов и не очень хорошо продавался. Тем не менее, это была наиболее значительная совместная работа, проведенная в Англии, поскольку она включала консультации с французскими хризостомами (учёными-богословами) и отправку молодых исследователей в Императорскую библиотеку в Вене и Патриаршую библиотеку в Хейбелиаде или Халки (тогда находившейся под властью Османской империи) и другие ведущие монастыри и собрания своего времени. В той же типографии он напечатал издание Киропедии в 1618 году.